# Aryabhata (Satellit)
Aryabhata war der erste indische Erdsatellit. Er wurde nach dem bedeutenden indischen Mathematiker und Astronomen Aryabhata benannt. Der am Labor für Elektro-optische Systeme im damaligen Bangalore gebaute Satellit wurde am 19. April 1975 mit der sowjetischen Trägerrakete Kosmos 3M gestartet. Der Satellit untersuchte die stellare und solare Röntgenstrahlung, die Gamma- und Neutronenstrahlung der Sonne und die Teilchenstrahlung in der Ionosphäre.

## Quelle
- Heinz Mielke: Lexikon der Raumfahrt. 6. Auflage, transpress VEB Verlag für Verkehrswesen, Berlin, 1980